# Neuquenaphis valdiviana
Neuquenaphis valdiviana är en insektsart. Neuquenaphis valdiviana ingår i släktet Neuquenaphis och familjen långrörsbladlöss. Inga underarter finns listade i Catalogue of Life.